# Mariana Henriques
Mariana Henriques (Luanda, Angola; 27 de julio de 1994) es una nadadora angoleña. Compitió en los Juegos Olímpicos de Verano de 2012 en los 50 m estilo libre, pero no pudo llegar a la final.

## Carrera
Nacido en Luanda, Henriques representó a Angola en los Juegos Olímpicos de la Juventud de Verano de 2010, en 50 metros braza y 100 metros braza. Compitió en el Campeonato Mundial de Deportes Acuáticos de 2011, siendo la única mujer angoleña calificada.
Ocupó el puesto 61 en los 50 metros estilo libre femenino en los Juegos Olímpicos de Verano de 2012 en Londres.